# بلویدیر تاونشیپ، میشیگان
بلویدیر تاونشیپ (به انگلیسی: Belvidere Township) یک منطقهٔ مسکونی در ایالات متحده آمریکا است که در شهرستان مونتکالم، میشیگان واقع شده‌است. بلویدیر تاونشیپ ۹۳٫۴ کیلومتر مربع مساحت و ۲٬۴۳۸ نفر جمعیت دارد و ۲۷۹ متر بالاتر از سطح دریا واقع شده‌است.